# V boj (vojenský)

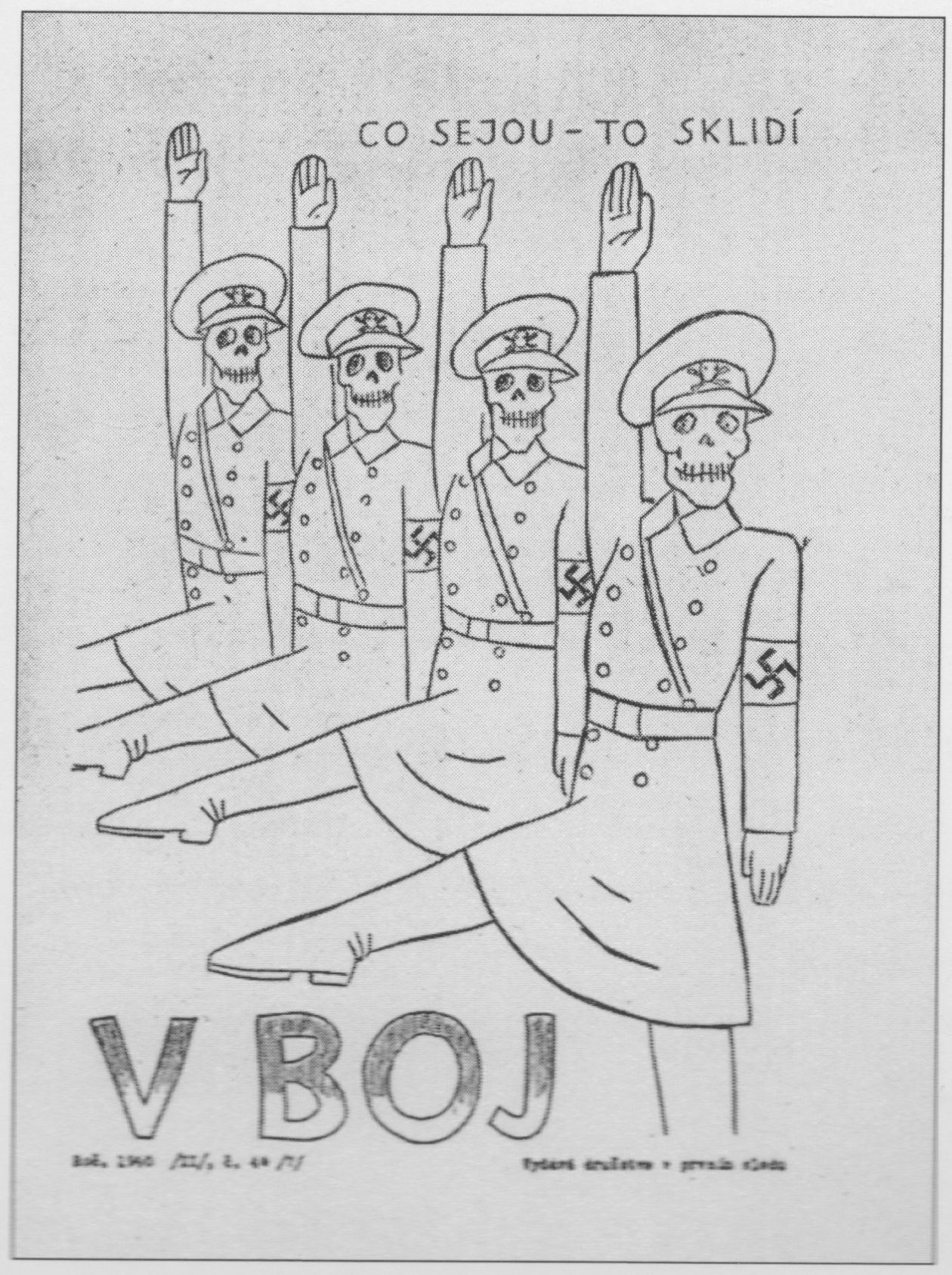
Titulní strana časopisu "V boj",
"Co sejou - to sklidí"

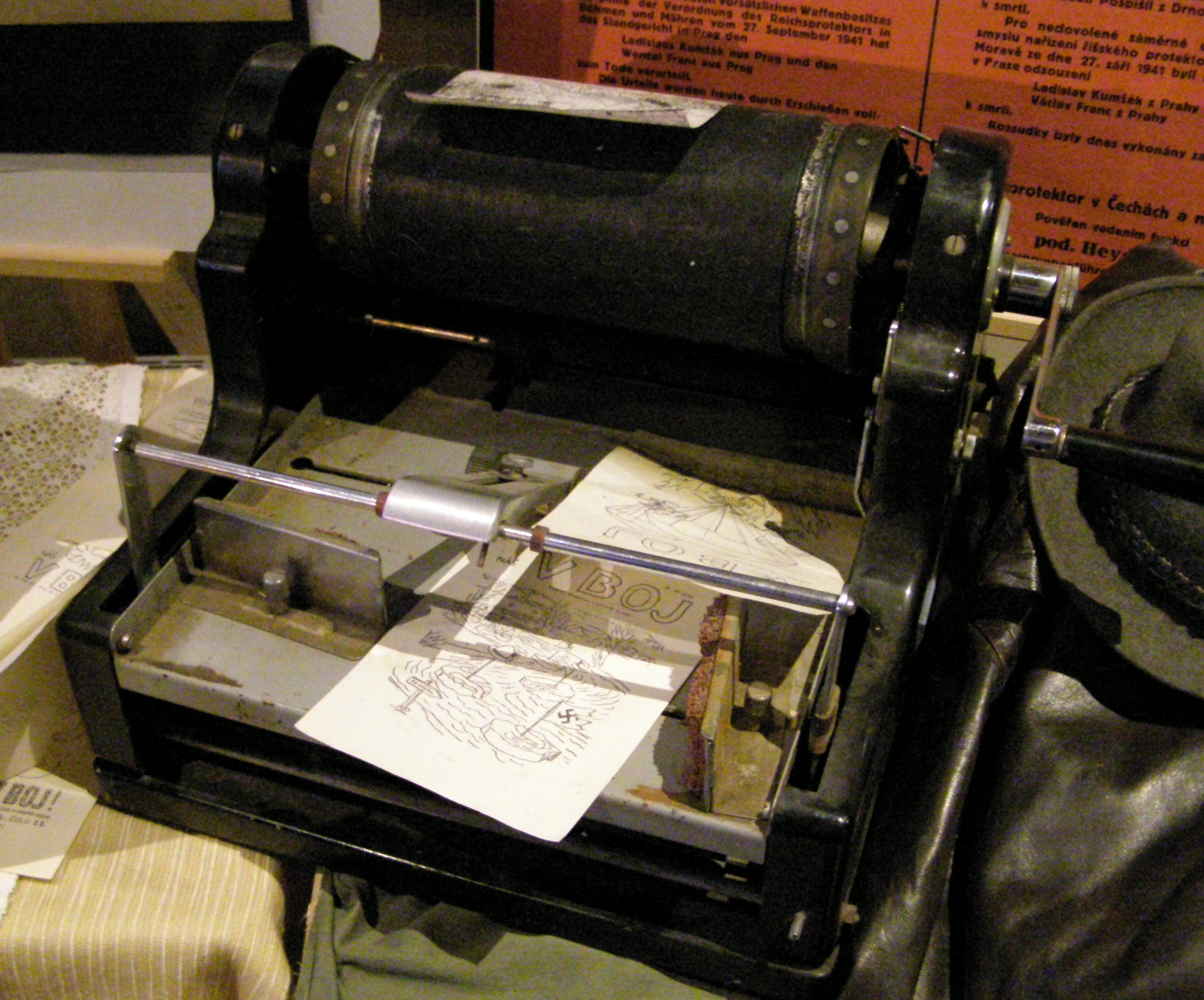
Na obdobných mechanických množicích tiskových zařízeních (cyklostylech) se vytvářely jednotlivé stránky pro výtisky ilegálních periodik vydávaných domácím protiněmeckým odbojem v období Protektorátu Čechy a Morava

V boj (vojenský) je označení pro holešovickou redakci, vydávající za protektorátu některá čísla ilegálního časopisu V boj. Tato redakce fungovala částečně paralelně se spořilovskou (tak zvanou civilní) redakcí stejnojmenného časopisu (V boj). Obě tyto redakce bývají označovány jako tzv. "druhá garnitura".

## Další garnitury časopisu V boj
Na činnost původní organizace (tzv. první garnituru, viz Družstvo v prvním sledu) navázaly hned dvě následnické skupiny: spořilovská (někdy označovaná jako civilní) a holešovická (někdy označovaná jako "vydání H" nebo též vojenská)

### Spořilovská skupina (civilní)
Na Škaldovu činnost plynule navázala tzv. spořilovská redakce v čele s Inkou Bernáškovou (dcerou Vojtěcha Preissiga). Od poloviny listopadu 1939 až do září 1940 vydala spořilovská skupina dalších 37 čísel časopisu V boj (v nákladu od 50 do 500 výtisků). Bernášková byla zatčena 21. září 1940 (v pražské ulici Na Poříčí s falešnými doklady). Téhož dne byl zatčen i Vojtěch Preissig. V následujících dnech zatýkání pokračovalo (nakonec bylo zatčeno 40 osob ze spořilovské skupiny vydávající časopis V boj). Po této vlně zatýkání se o vydávání tiskoviny zasloužil dr. Vladimír Hruban, který do počátku roku 1941 vydal ještě dalších šest čísel. Na přelomu let 1940 / 1941 bylo vydávání spořilovské mutace časopisu V boj definitivně ukončeno.

### Holešovická skupina (vojenská)

#### Listopad 1940 až jaro 1941
V Holešovicích (paralelně s organizací Ireny Bernáškové) působila pod taktovkou Obrany národa (ON) zhruba od listopadu 1939 až do jara 1941 holešovická redakce časopisu V boj, zprvu vedená Karlem Lukešem a majorem Janem Sadílkem. Lukeš i Sadílek se znali z předválečného působení v organizaci Branný svaz československých motoristů (BSČM). Lukeš pracoval v cenzurním oddělení policejního ředitelství a znal se odtud s Josefem Škaldou. V době likvidace (listopad 1939) první garnitury ("Škaldovy skupiny") vydavatelů časopisu V boj se společně oba ukrývali v bytě člena BSČM – bankovního úředníka Ladislava Brázdy v Holešovicích (ulice U průhonu). Tady se také časopis zpočátku tiskl a sice za vydatné pomoci lidí z okruhu BSČM: Jiřího Pujmana, Josefa Berendy a Šárky Boháčkové. Články pro časopis dodával tiskařům major Sadílek a major Čížek. Náklad jednoho čísla se pohyboval okolo 6 000 exemplářů.

#### Březen 1940 až léto 1940
Před zátahem do sítě gestapa musel Karel Lukeš v březnu 1940 odejít do zahraničí a tak řízení výroby převzali Ladislav Brázda, Jiří Pujman a Josef Berenda. Do okruhu přispěvatelů časopisu tou dobou náleželi i "profesionální" novináři z odbojových kruhů (Antonín Pešl, Václav König). Do některých čísel časopisu přispívali i Josef Balabán a Josef Mašín. Distribuce vojenské mutace jednotlivých čísel časopisu V boj probíhala jak "do civilních odbojových struktur" (zajišťoval Alois Fous a Josef Berenda), tak i do struktur Obrany národa (realizoval podplukovník Josef Jáchym). Důvěrník Sicherheitsdienstu (SD) František Eliášek přivedl v létě 1940 gestapo na stopu vydavatelské skupině Ladislava Brázdy. Ten byl v červnu 1940 zatčen, ale Jiřímu Pujmanovi se včas podařilo uprchnout do zahraničí. Časopis v nízkém nákladu pak vydávala nějaký čas skupina okolo štábního kapitána Antonína Koubleho.

#### Červenec 1940 až září 1940
Po zatčení Jana Sadílka (4. července 1940) převzal redigování časopisu bývalý pracovník Vojenského ústavu vědeckého (VÚV) štábní kapitán Josef Sojka (blízký spolupracovník Josefa Balabána), který již od února 1940 žil v ilegalitě s falešnými doklady na jméno Josef Sládek. Sojka měl na starosti obsahovou stránku časopisu (hlavní redaktor), tisk exemplářů prováděli František Janík, Arnošt Komárek a Josef Brym. (všichni tři posledně jmenovaní byli bývalí zaměstnanci VÚV). Ilegální tiskárna byla umístěna v suterénu budovy VÚV (mezi tím byl VÚV přejmenován na Ústav pro sociální a hospodářské plánování) ve Pštrossově ulici. (František Janík působil v této budově jako domovník a měl tu malou knihařskou dílnu. Náklad jednoho čísla časopisu V boj byl 1 500 až 1 900 exemplářů.)

#### Září 1940 až konec roku 1940
Dne 13. září 1940 zatklo gestapo v Janíkově bytě (Hostivítova ulice) štábního kapitána Josefa Sojku a o šest dní později (19. září 1940) byla prozrazena i ilegální tiskárna. (O dva dny později – 21. září 1940 byla zatčena i Inka Bernášková ze spořilovské skupiny a další vydávání civilní mutace časopisu vydával dr. Vladimír Hruban (viz výše.)). Vojenskou mutaci časopisu V boj dále zajišťovali nejspíše Sojkovi spolupracovníci JUC. Vítězslav Dvořák a Otto Linhart. Tisklo se nejspíše v dnes již neexistující budově Ředitelství pošt v Kobrově ulici na Smíchově. Možná se ale tisklo na Bílé Hoře u klempíře Josefa Líkaře nebo tisk pomáhali realizovat lidé z okruhu druhého ilegálního časopisu Český kurýr. Vlivem těchto změn časopis V boj vycházel nepravidelně, v menším nákladu a s chudším zpravodajským obsahem. (To mohlo být způsobeno i zatčením Antonína Pešla (dne 19. září 1940), který byl jedním z přispěvatelů).

#### V boj a UVOD
Koncem roku 1940 se stal časopis V boj nakrátko tiskovým orgánem a tribunou politických názorů Ústředního vedení odboje domácího (ÚVOD). Na jaře 1941 byla zformována nová redakční rada časopisu (Josef Churavý, Wolfgang Jankovec, Miloslav Kohák), ale o několik týdnů později vedení ÚVODu rozhodlo ustanovit svým tiskovým orgánem časopis Rostislava Korčáka Český kurýr. Zatčením Josefa Balabána (22. dubna 1941) skončilo definitivně vydávání ilegálního časopisu V boj. Shrnuto a podtrženo: holešovická skupina za dobu svého působení celkově vydala dalších 44 čísel vojenské mutace časopisu V boj.

## Dvojkolejnost časopisu V boj
Dvě redakce (spořilovská a holešovická) vydávající stejně pojmenovaný ilegální časopis působily dojmem nejednoty v domácím odboji. Ze strany Obrany národa byl proto vyvíjen tlak na určitou formu sjednocení. (Ta ostatně odpovídala i snaze Josefa Balabána o integraci odbojových organizací.)

### První pokus o zrušení dvojkolejnosti
V únoru 1940 major Jan Sadílek (alias Strejček) kontaktoval vydavatele spořilovské mutace časopisu V boj a požadoval na nich zastavení vydávání časopisu. Inka Bernášková tento návrh zásadně odmítla s tím, že ona je přímou nástupkyní Josefa Škaldy. (V květnu 1939 na schůzce v bytě Josefa Škaldy přislíbili zástupci Obrany národa spolufinancovat vydávání časopisu V boj – viz výše).

### Druhý pokus o zrušení dvojkolejnosti
Druhý pokus se uskutečnil v létě 1940. Josef Balabán pověřil jednáním se spořilovskou skupinou kapitána Josefa Procházku. Cílem jednání mělo být zastavení vydávání spořilovské mutace časopisu V boj, zařazení výrobní složky spořilovské skupiny jako rezervy vojenské větve a konečně integrace spořilovské redakce (i s okruhem jejich přispěvatelů) pod "vojáky". Takovéto ultimativní podmínky ale Inka Bernášková (alias Američanka) odmítla. Jako kompromis nabídla vlastní rovnoprávný model soužití obou redakcí s tím, že se ve vydávání měly pravidelně střídat (tj. každá ze skupin by připravila jedno číslo časopisu V boj a to jedenkrát za čtrnáct dní).